# Акбулатово (Фёдоровский район)
Акбула́тово (баш. Аҡбулат) — село в Фёдоровском районе Башкортостана, относится к Фёдоровскому сельсовету.

## География
Расстояние до:
- районного центра (Фёдоровка): 5 км,
- центра сельсовета (Фёдоровка): 5 км,
- ближайшей ж/д станции (Мелеуз): 61 км.

## История
В «Списке населенных мест по сведениям 1870 года», изданном в 1877 году, населённый пункт упомянут как деревня Акбулатова (Карамунча, Бикметева) 4-го стана Стерлитамакского уезда Уфимской губернии. Располагалась при речке Ильчибяке, в 85 верстах от уездного города Стерлитамака и в 41 версте от становой квартиры в селе Васильевское (Бондаревка). В деревне, в 34 дворах жили 196 человек (103 мужчины и 93 женщины, татары), были мечеть, 2 водяные мельницы. Жители занимались земледелием, скотоводством, плетением лаптей.

## Население
| 2002 | 2009 | 2010 |
| ---- | ---- | ---- |
| 338  | →338 | ↘308 |

## Известные уроженцы
- Кашаев, Анвар Шакирович (род. 22 марта 1949 года) — живописец, заслуженный художник Республики Башкортостан (2010), член Союза художников РФ с 1993 года.